# Акушерские щипцы
Акушерские щипцы — медицинский инструмент в виде специальных щипцов для извлечения головки плода во время родов у человека.
Щипцы многократно тоньше пальцев, а ребенок идет вплотную к родовому каналу. Если он застрял, руками трудно прихватить вслепую скользкую от крои и слизи головку, даже если руки поместятся. У щипцов также есть рычаг, позволяющий не только войти между головкой и родовым каналом, но и применить оптимальный уровень силы, не перегибая, но и не упуская плод.
В настоящее время данный инструмент применяют довольно редко в связи с большим количеством осложнений, возникающих вследствие его использования.

## История
Показанием для применения щипцов является ситуация, когда голова плода уже опустилась в таз и застряла, и задержка представляет угрозу для жизни матери или ребёнка. Когда в арсенале акушеров не было таких инструментов, как акушерские щипцы, это стоило жизни тысячам женщин и новорождённых. Если голова уже вошла в таз, а женщина не могла родить самостоятельно, акушеру нередко приходилось прибегать к разрушению головки плода — жестокой и опасной процедуре, которая несла ещё больший риск, чем использование щипцов. Страх перед такой операцией заставлял женщин обращаться за помощью слишком поздно, и в результате нередко погибали и мать, и ребёнок.
Аз-Захрави, известный на Западе как Альбукасис, был пионером в области медицины и хирургии X века из Аль-Андалуса. В своей всеобъемлющей медицинской энциклопедии Китаб ат-Тасриф он представил более 200 хирургических инструментов, многие из которых он сконструировал сам. В частности, аль-Захрави изобрел хирургические ножницы, захватывающие щипцы и акушерские щипцы.
Акушерские щипцы были введены в европейскую практику старшим сыном семьи хирургов Чемберлен. Чемберлены были французами - гугенотами из Нормандии, которые работали в Париже, прежде чем они переехали в Англию в 1569 году, спасаясь от религиозного насилия во Франции. Уильям Чемберлен, патриарх семьи, скорее всего, был хирургом; у него было два сына, обоих звали Пьер, которые стали независимыми хирургами и специалистами в акушерстве. Уильям и старший сын практиковали в Саутгемптоне, а затем обосновались в Лондоне.
Уильям и старший сын практиковали в Саутгемптоне, а затем поселились в Лондоне. Изобретателем, вероятно, был с Питер Чемберлен-старший, который стал акушером-хирургом королевы Генриетты, жены короля Карла I Английского и дочери Генриха IV, короля Франции.
Его преемником стал его племянник, доктор Питер Чемберлен (цирюльники-хирурги не были врачами), в качестве королевского акушера. Успех этой династии акушеров среди королевской семьи и высших дворян был частично связан с использованием этого «секретного» инструмента, позволяющего в сложных случаях рожать живого ребенка.
Фактически, инструмент хранился в секрете семьей Чемберлен в течение 150 лет. Хью Чемберлен-старший, внучатый племянник Петра Старшего, пытался продать инструмент в Париже в 1670 году, но демонстрация, которую он провел перед Франсуа Морисо, ответственным за родильное отделение в парижском  Hotel-Dieu, оказалась неудачной и привела к смерти матери и ребенка. Секрет мог быть продан Хью Чемберленом голландским акушерам в начале XVIII века в Амстердаме, но есть сомнения относительно подлинности того, что на самом деле было показано покупателям.
Щипцы использовались в основном при трудных родах. Щипцы могли предотвратить некоторые случаи смерти младенцев, когда предыдущие подходы (включая крючки и другие инструменты) извлекали их по частям. В интересах секретности щипцы вносились в родильную комнату в  ящике и использовались только после того, как все вышли из комнаты, а матери завязали глаза .
После обнародования  фламандским хирургомPal Яном Пальфином самостоятельно изобретённых им щипцов в 1723 году на выступлении в Парижской академии наук,   уже в XIX веке были известны более двухсот моделей этого акушерского инструмента. Наиболее часто встречающимися в начале XIX века являлись: во Франции щипцы Левре, в Англии — щипцы Смелли и Симпсона, в Германии — щипцы Негеле и Буша, в Российской империи — щипцы Негеле и Симпсона.
Щипцы могут привести к повреждениям мягких частей матери в виде разрывов промежности, влагалища, шейки матки; в исключительных случаях встречаются повреждения костного таза. У ребёнка, извлеченного щипцами, иногда наблюдаются поранения мягких частей черепа и лица, реже вдавления, трещины, переломы черепных костей с внутричерепными кровоизлияниями; нередко последствием операции бывает скоропреходящий паралич лицевого нерва.